# Demianiplatz
Der Demianiplatz in Görlitz ist ein langgestreckter, zergliederter Platz in der Innenstadt, der seit 1846 nach dem ersten Görlitzer Oberbürgermeister Gottlob Ludwig Demiani benannt ist. Der Platz teilt sich in eine große gepflasterte Fläche hinter dem Kaisertrutz und einen kleineren, spitz zulaufenden Platz vor dem Jugendstil-Warenhaus. Hier befindet sich die zentrale innerstädtische Umsteigehaltestelle des städtischen Nahverkehrs der Görlitzer Verkehrsbetriebe (GVB). Das Areal hinter dem Kaisertrutz wird als Busbahnhof genutzt. Beide Teile des Platzes sind durch eine Straße entlang des Theaters verbunden.

## Geschichte

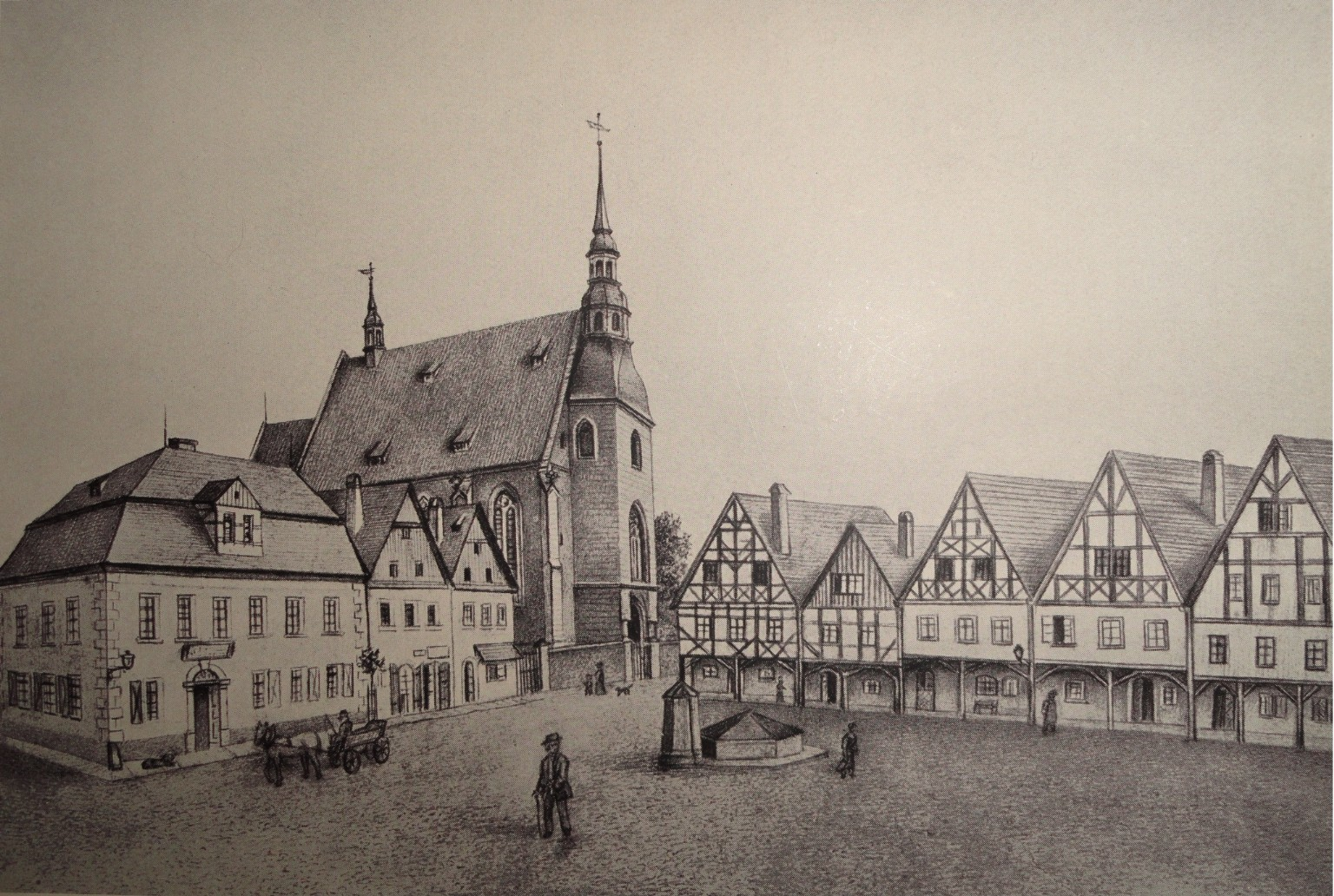
Demianiplatz um 1800, links das Gasthaus „Zum goldenen Strauß“, in der Mitte die Frauenkirche und rechts die Radeläuben

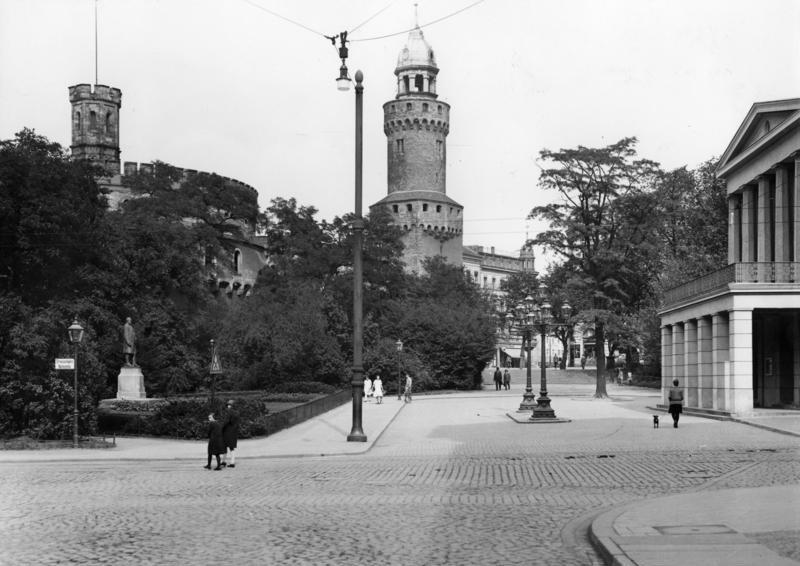
Theatervorplatz mit Demiani-Denkmal am alten Standort um 1930

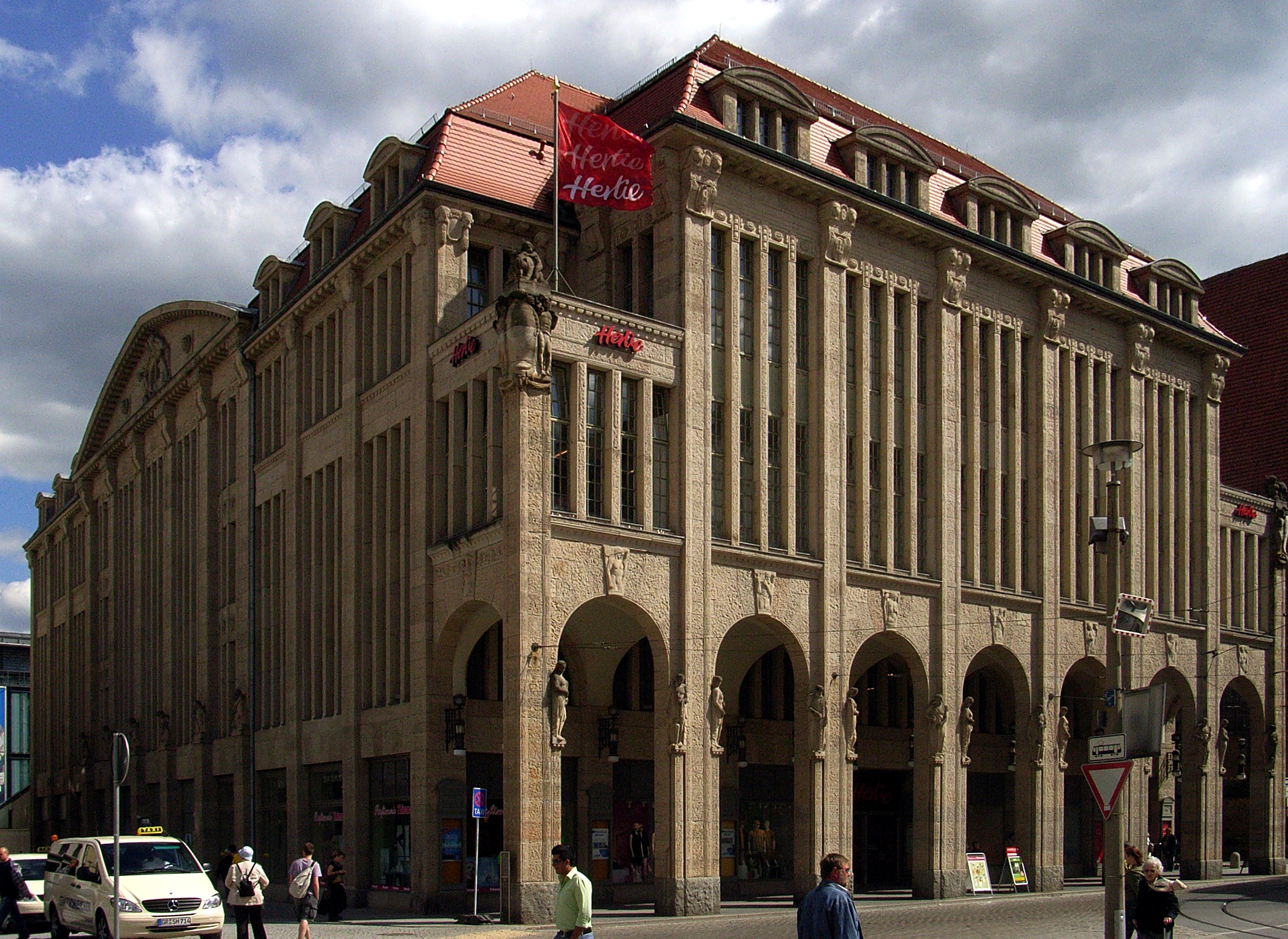
Hertie war bis zum 15. August 2009 Mieter des Jugendstil-Warenhauses

Das Gebiet gehört ursprünglich zur südlichen Vorstadt, außerhalb der schützenden Stadtmauer. Der Stadtgraben trennte den damaligen Platz von der Altstadt, verbunden war er lediglich durch eine steinerne Brücke zum Frauentor. Schon um 1420 sind auf ihm siebzehn Schankstuben vermerkt. 1516 entstand hier die Glockengießerei, die 1529 unter anderem auch die Glocke für den Frauenturm goss.
Die Stadtmauer wurde zum Großteil um 1830 abgetragen und die Gräben zugeschüttet. Auch die Mauer und der Friedhof der Frauenkirche, der vorher von der Post bis zum ehemaligen Wilhelmtheater reichte, wichen dem ansteigenden Verkehr. Nun konnte sich die Stadt auch in die südliche Richtung ausdehnen. Der ländliche Charakter ging verloren und die hier angesiedelten Handwerker, Wagenbauer und Rademacher wurden ab 1830 nach und nach verdrängt. Von der letzten Berufsgruppe rührte auch der damalige Name des Platzes her – „Rademarkt“. Sie wohnten und arbeiteten in niedrigen Fachwerkhäusern mit überdachten hölzernen Vorbauten, den Radeläuben. Diese Häuser zogen sich entlang der heutigen Straße zwischen Frauenkirche in Richtung Bautzner Straße. Diese Fachwerkhäuser wichen zweistöckigen Wohn- und Geschäftshäusern aus Stein. 1875 waren nur noch drei Fachwerkhäuser des Töpfermeisters Johann Karl Cesy erhalten. Die Stadt war mit ihm in Verhandlungen über den Ankauf der Häuser und der Grundstücke um eine direkte Verbindung zur Berliner Straße zu schaffen. Einige Jahre nach dem Tod des Töpfermeisters 1888 entstanden auf den Grundstücken Demianiplatz 23 und 24 die Verlagshäuser der Aktiengesellschaft „Görlitzer Nachrichten und Anzeiger“. Der Bau begrub die Pläne der Stadt endgültig. 1926 entstand hier lediglich ein Verbindungsweg zum Postplatz – die Theaterpassage. Sie sollte unter anderem für Theaterbesucher den umständlichen Umweg um den langen Jugendstilbau auf dem Postplatz verkürzen. An der Passage haben heute auch die Stadtwerke Görlitz ihren Hauptsitz und ihr Kundencenter im Durchgang. Das zum Demianiplatz hingewandte Haus der Stadtwerke stammt aus dem Jahr 1878 und ist an der Fassade mit Frauenplastiken verziert.
Erst mit der Errichtung des 1851 eingeweihten Theaters wurde der Platz in die heutigen zwei Teile geteilt.
Die Grünanlagen vor dem Theatereingang wurden 1852 angelegt, aber die den Görlitzern bekannte Blumenuhr kam erst im Jahr 1960 hinzu.
Der Gasthof „Zur goldenen Sonne“ an der nordwestlichen Ecke des Platzes genoss bereits 1770 einen hervorragenden Leumund. Bei Fuhrleuten und Viehhändlern galt er mit seinen Stallungen als einer der vornehmsten Gasthöfe der Stadt. In der DDR-Zeit befand sich hier auch die Leitstelle der Schnellen Medizinischen Hilfe.
Seit mehr als 125 Jahren befindet sich unweit des Gasthofes, an der Straßenecke zum Grünen Graben die dienstälteste Apotheke der Stadt – die Humboldt-Apotheke.
Den Namen Demianiplatz bekam der Platz 1846 zu Ehren des ersten Görlitzer Oberbürgermeisters Gottlob Ludwig Demiani verliehen. Im Park zwischen Theater und Kaisertrutz erinnert bis heute ein Denkmal ihn, einen der wohl einflussreichsten Görlitzer Oberbürgermeister. Das Denkmal stand einst in dem Park vor dem Eingang des Theaters.
An der Ecke zum Marienplatz steht eines der ältesten Geschäftshäuser. Es gehörte den Unternehmern Georg und Hermann Bargou. Es war eine beliebte Einkausstätte. 1952 zog hier ein Konsum-Geschäft für Haushaltsartikel ein. 1993 folgte nach einer umfangreichen Sanierung die Deutsche Bank.
1717 befand sich am heutigen Standort des Kaufhauses Görlitz der Gasthof „Zum goldenen Strauß“. Es stand an der Ecke zum heutigen Marienplatz. Der Gasthof mit der langen Tradition wurde Anfang des 20. Jahrhunderts abgerissen und 1913 folgte die Grundsteinlegung für das erwähnte Kaufhaus. Es gilt als das einzige Jugendstil-Warenhaus Deutschlands. In seiner wechselvollen Geschichte wechselte es mehrfach Namen und Besitzer (Karstadt, HO, Howa, Centrum, Hertie).

## Heute
Im Jahr 1999 wurde der Abbruch und die Erneuerung von Buswartehäuschen durch die Altstadtmillion gefördert.
Im Rahmen des Umbaus des Platzes ab 2010 wurde bisher der Luftschutzbunker hinter dem Kaisertrutz abgerissen und der Park rund um die Wehranlage umgestaltet. Weiterhin sollen noch die Straßen und die ehemaligen Parkflächen für Reisebusse um den Platz saniert werden.